# Gästehaus Freundschaft
Das Gästehaus Freundschaft des Ministeriums für Nationale Verteidigung der DDR wurde in den 1960er Jahren am Karl-Marx-Damm 79 in Bad Saarow gebaut. Das gesamte Areal des Gästehauses mit Steg zum Scharmützelsee nahm etwa eine Grundfläche von 1,5–2 Hektar ein. Parallel dazu wurde das Wochenendgrundstück für den Minister Heinz Hoffmann und seine Familie am Karl-Marx-Damm 77 errichtet. Unweit der Einrichtung befand sich die Militärmedizinische Akademie Bad Saarow der NVA.

## Vorwendenutzung

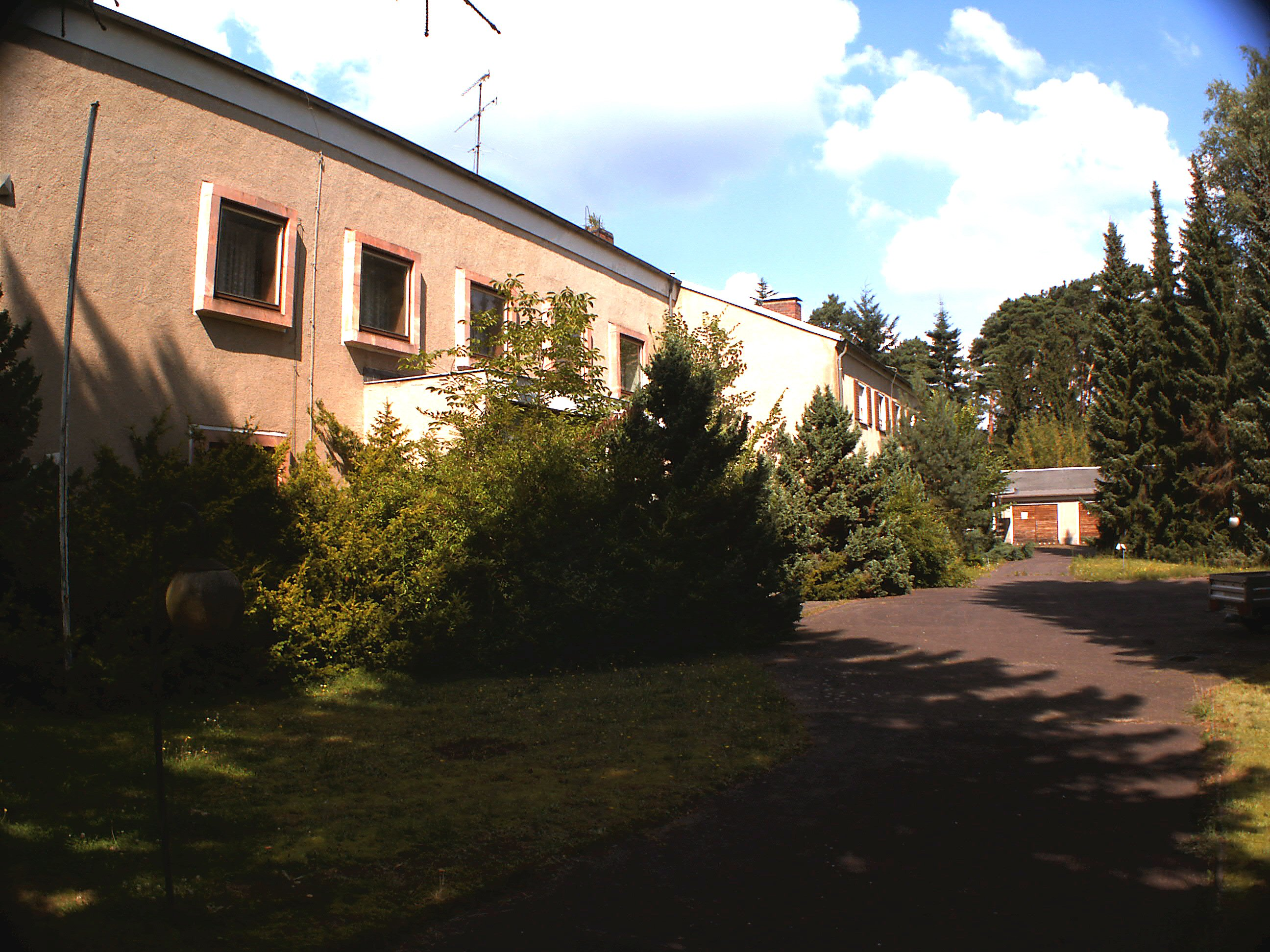
Gästehaus Freundschaft am Karl-Marx-Damm in Bad Saarow

Das Gästehaus Freundschaft mit seinen Wohneinrichtungen, Außenanlagen mit Steg zum Scharmützelsee, Schwimmhalle, Schießstand und Kegelbahn diente dem zeitlich begrenzten Aufenthalt von in der DDR weilenden Militärdelegationen, inoffiziellen Treffen mit Politikern und privaten Gästen des Ministers. In den letzten Jahren vor der Wende verbrachten vielfach auch verdienstvolle Angehörige der NVA ihren Urlaub in dem Haus. Die Belegung des Hauses organisierte das Sekretariat des Ministers. Das verantwortliche Leiter-Ehepaar des Gästehauses mit seinen Mitarbeitern war zugleich verantwortlich für die Betreuung des nebenan liegenden Wochenendgrundstückes des Ministers Hoffmann. Bei Anwesenheit der Familie Hoffmann hatten sie die wirtschaftliche Versorgung zu übernehmen, nach deren Abreise die Reinigung und Wiederherstellung der Ordnung im Grundstück. In der Mitte der 1970er Jahre wurde in dem Gartengelände zwischen beiden Grundstücken der Familienbunker Hoffmann errichtet. Offiziell sollte der geschützte Unterstand für im Gästehaus logierende Gäste dienen. Die Gebäude sowie das Wochenendgrundstück des Ministers wurden nachrichtentechnisch von der Hauptnachrichtenzentrale des Ministeriums für Nationale Verteidigung versorgt.

## Nachwendenutzung

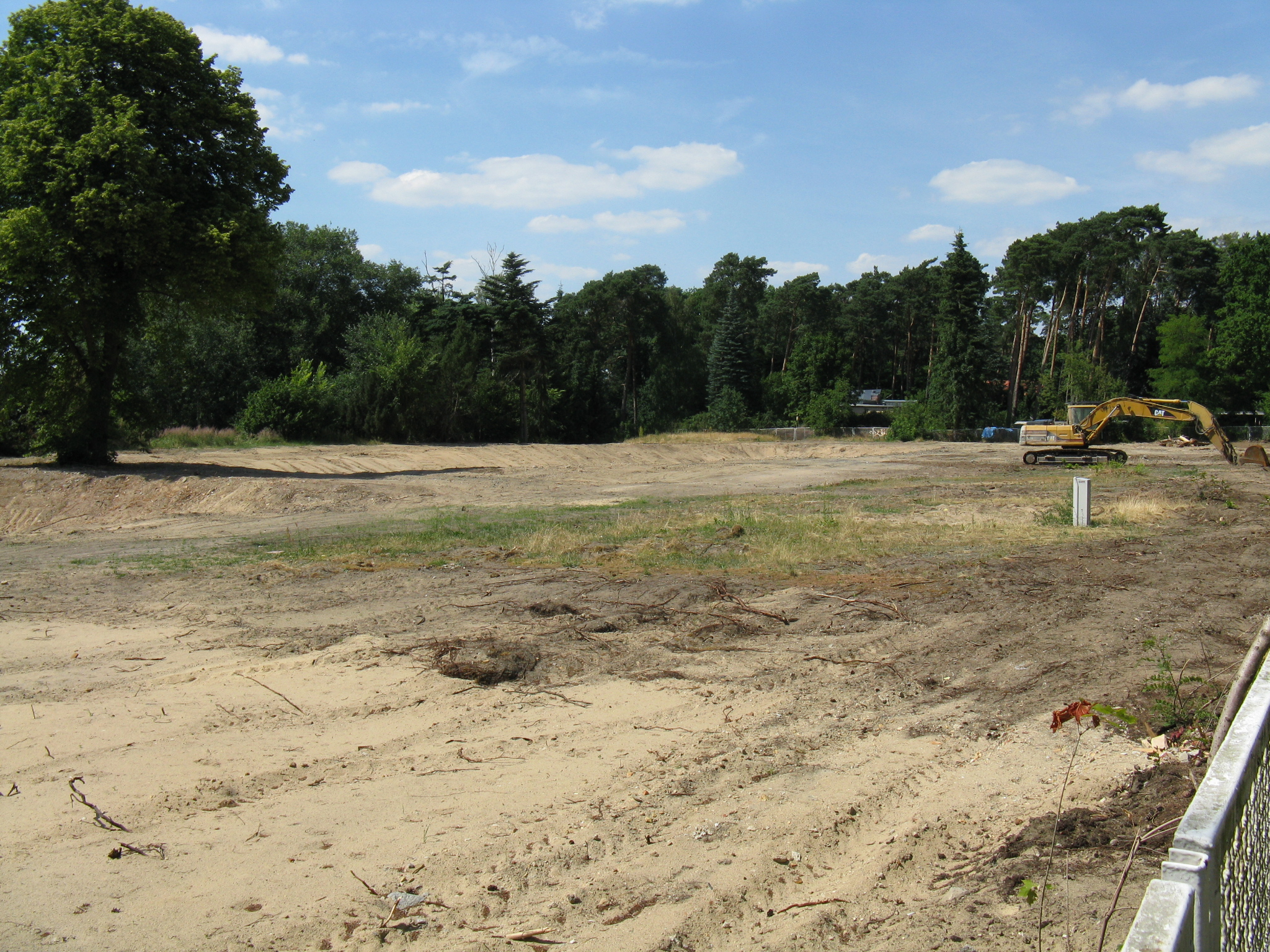
Beräumte Grundfläche des Gästehauses Freundschaft mit dem Grundstück des Ministers Hoffmann im Hintergrund

Mit dem Ende der DDR ging das Gästehaus in den Bestand des Bundesvermögensamtes über und wurde vom Haus- und Grundstücksservice Bad Saarow betreut. Die Ausschreibungen zum Verkauf des Grundstückes blieben lange Zeit erfolglos. Anfang des Jahres 2008 wurde das gesamte Areal von einer Grundbesitzgesellschaft mit Sitz in Berlin beräumt und mit dem Bau einer Seniorenwohnanlage am Scharmützelsee begonnen.

## Bildergalerie

Bad Saarow / Karl-Marx-Damm 77 und 79
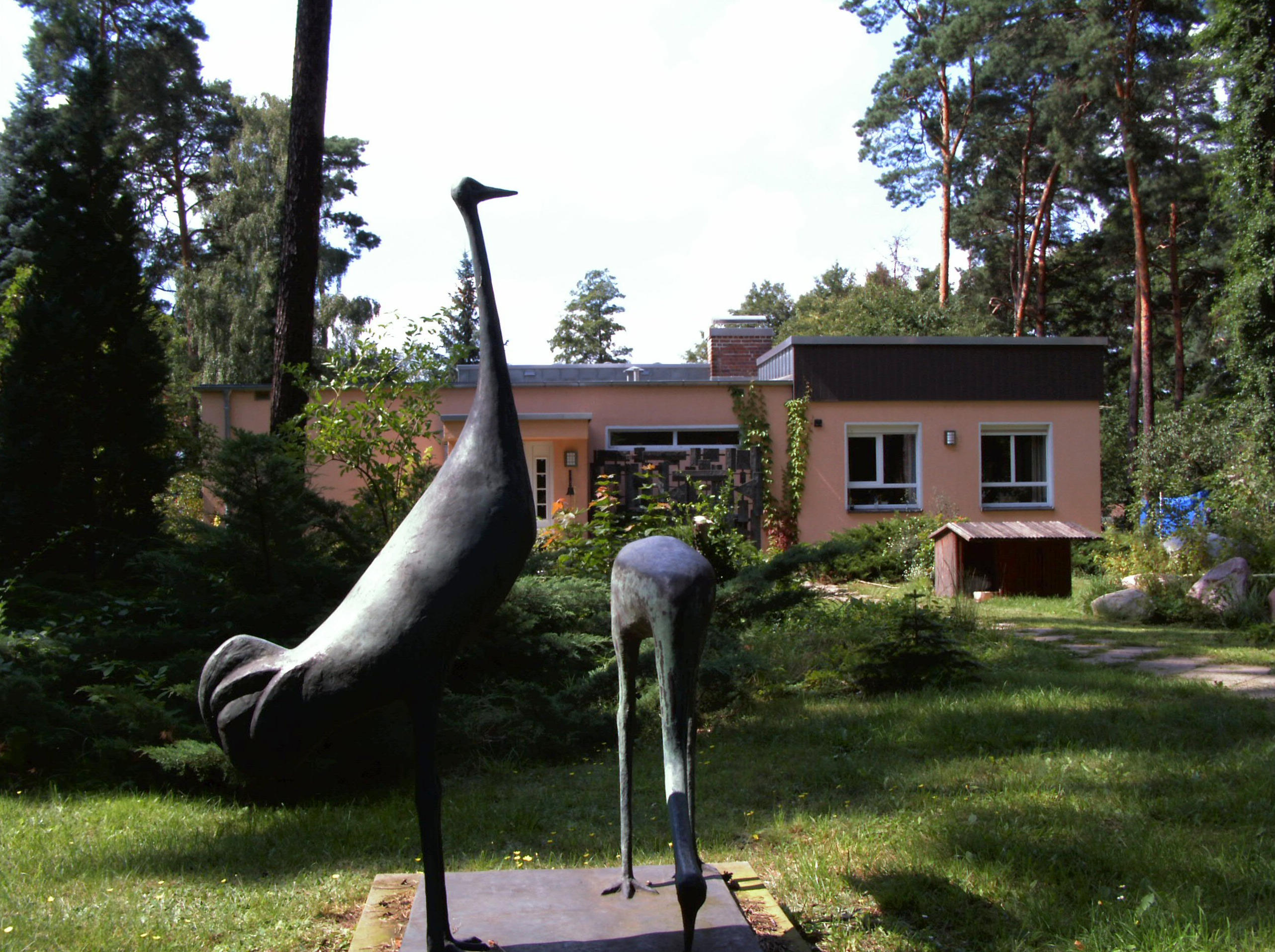
Ehemaliges Grundstück von Minister Hoffmann
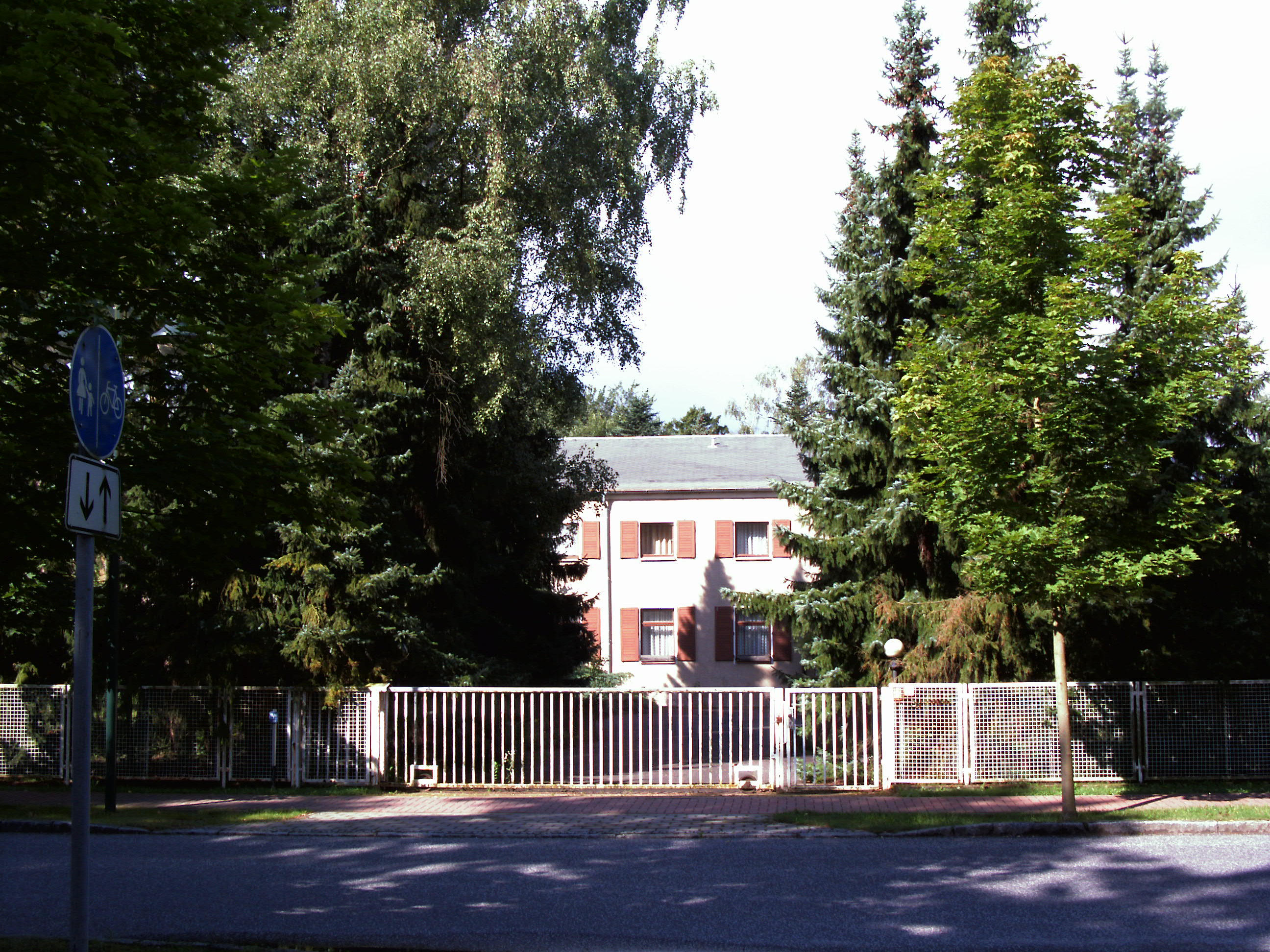
Einfahrt zum Gästehaus Freundschaft
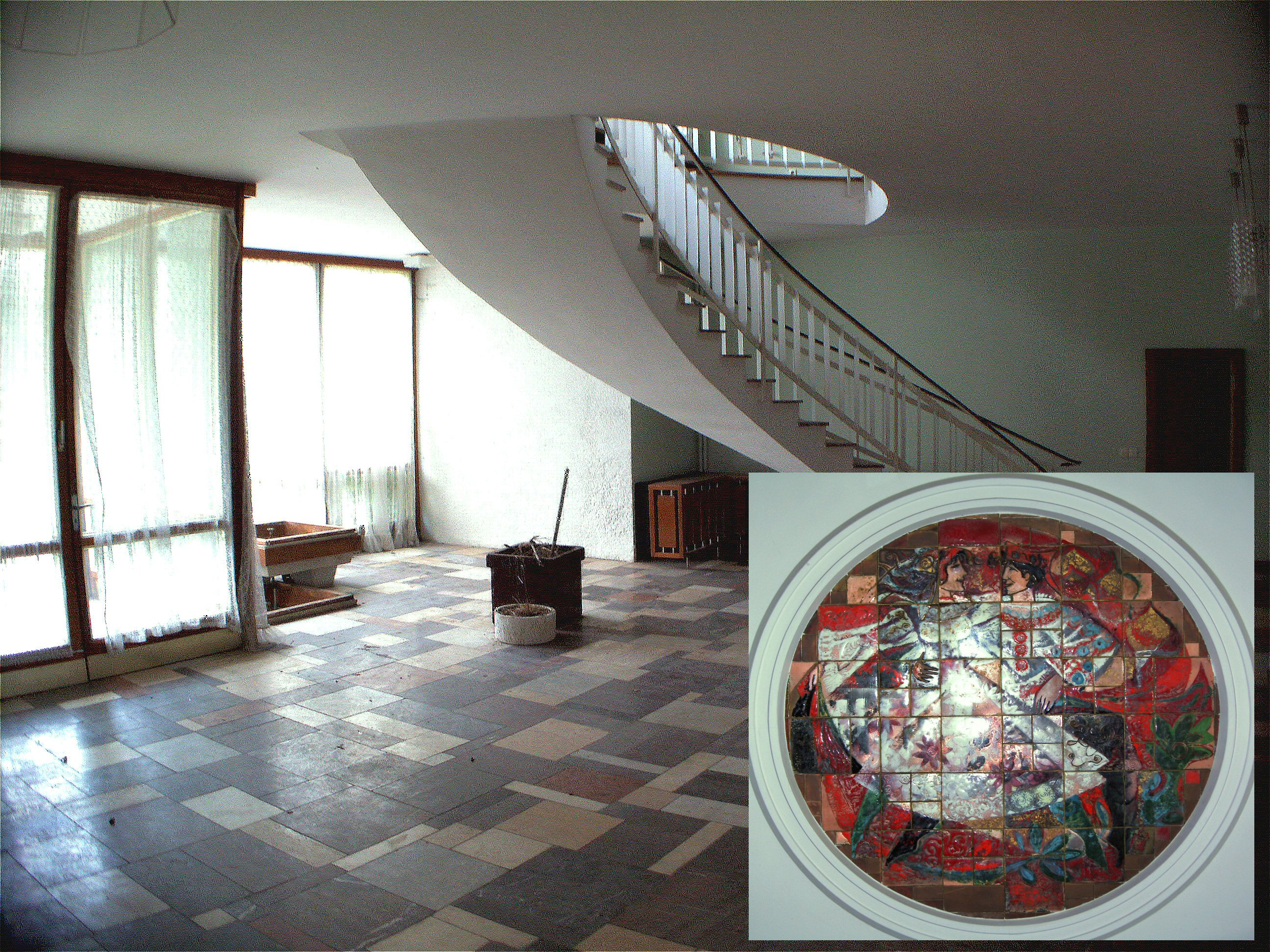
Empfangshalle im Gästehaus Freundschaft mit Wandmosaik
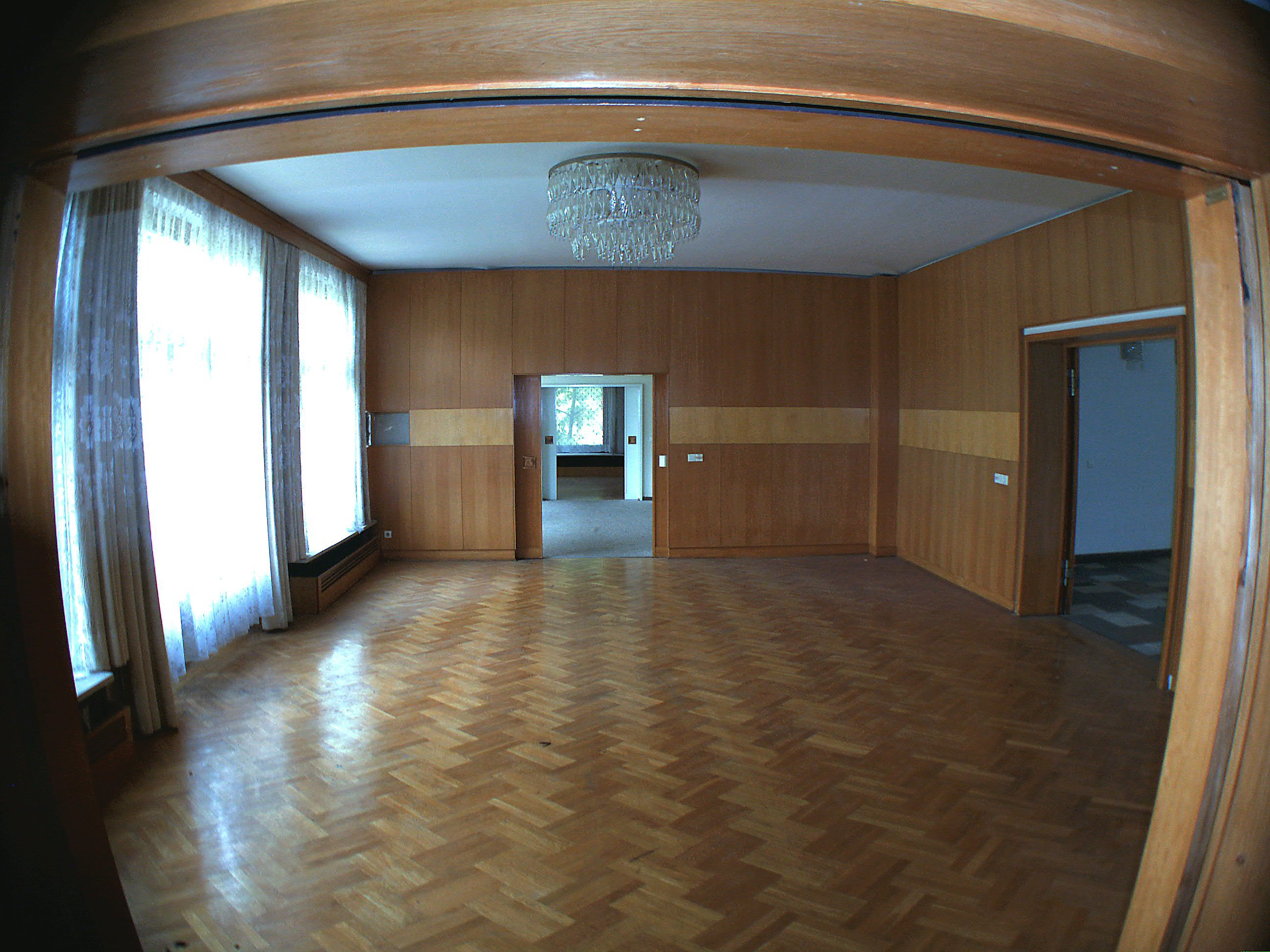
Speisesaal im Gästehaus Freundschaft
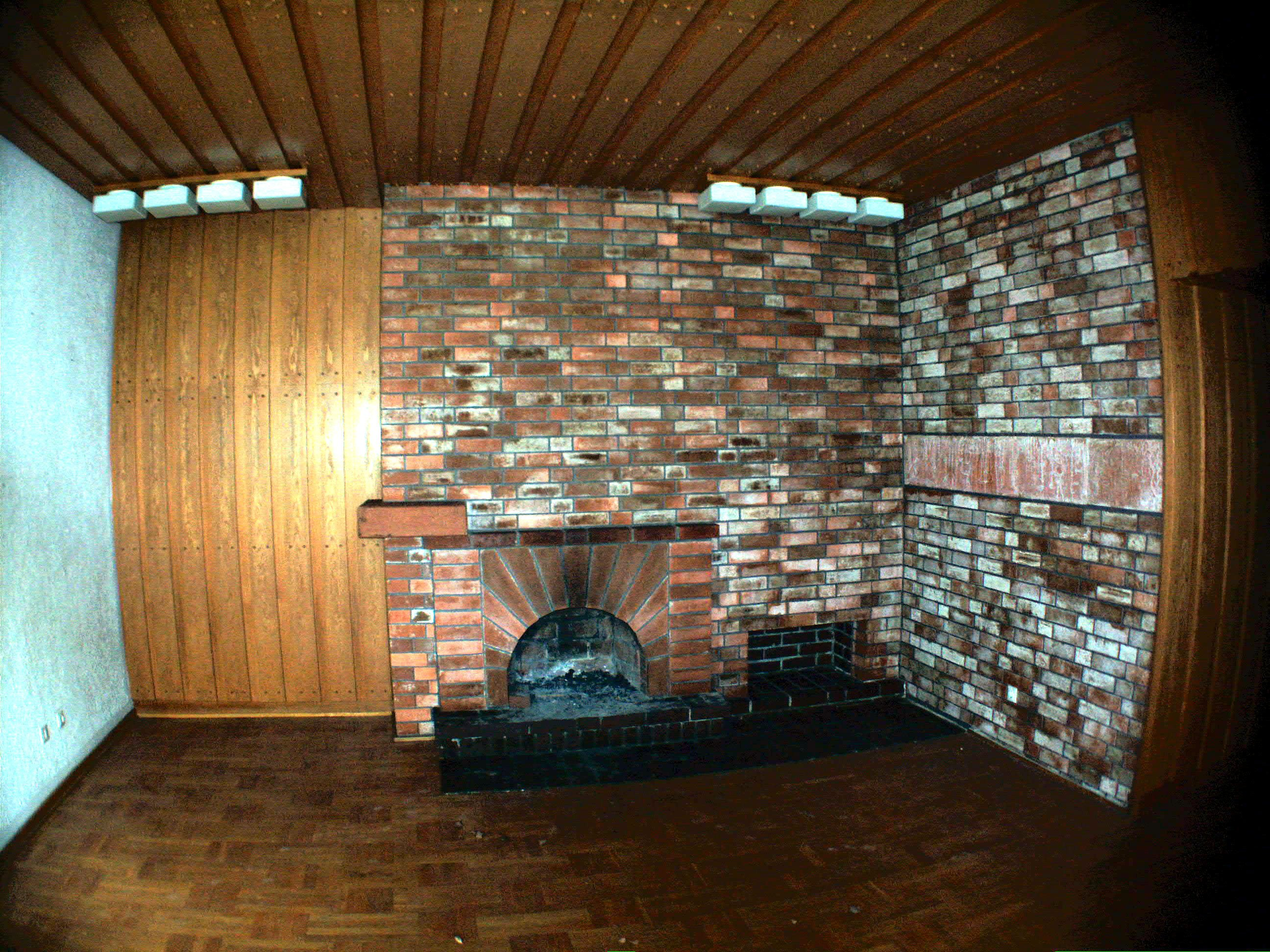
Kaminzimmer im Gästehaus Freundschaft
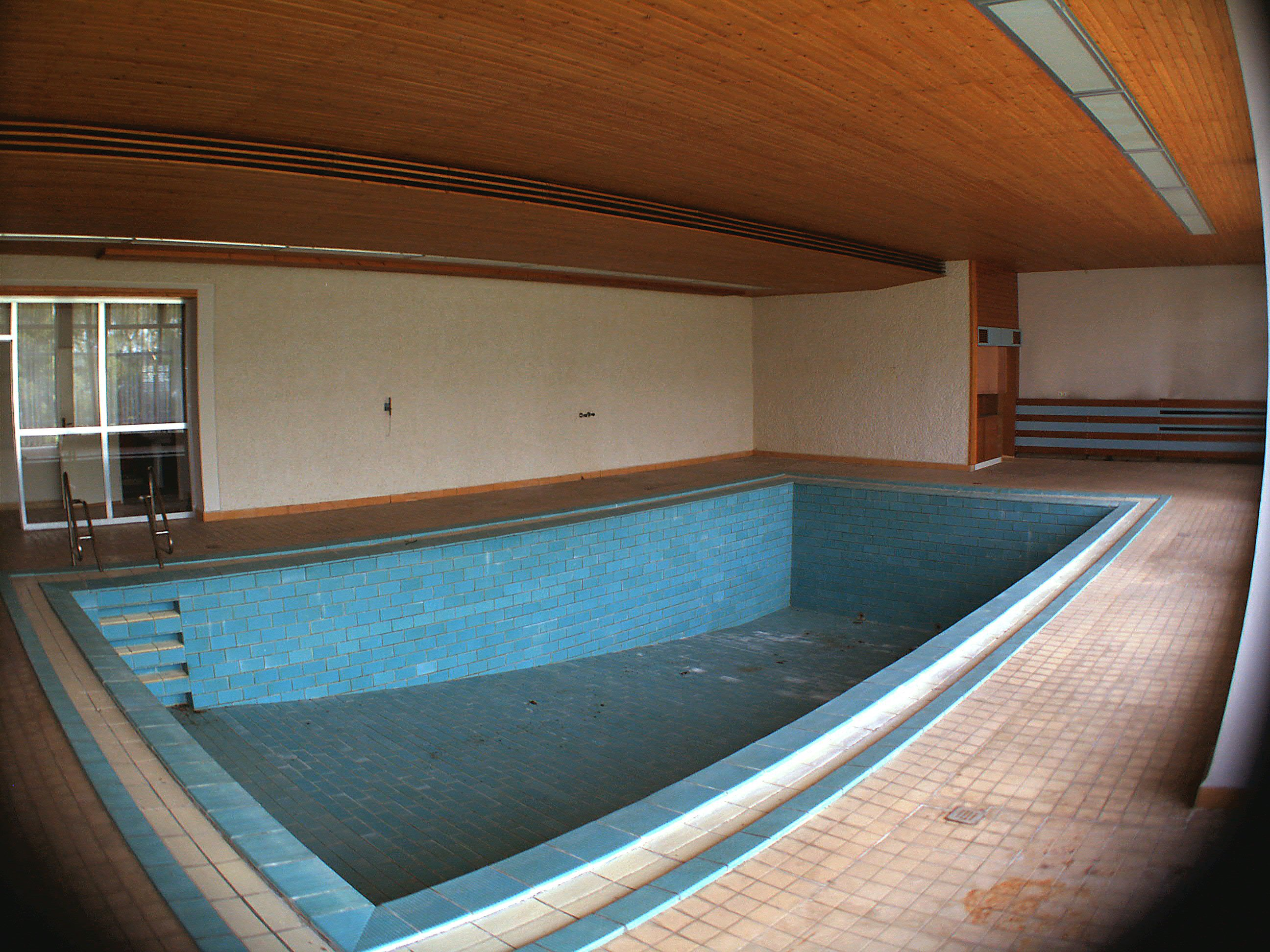
Schwimmhalle im Gästehaus Freundschaft
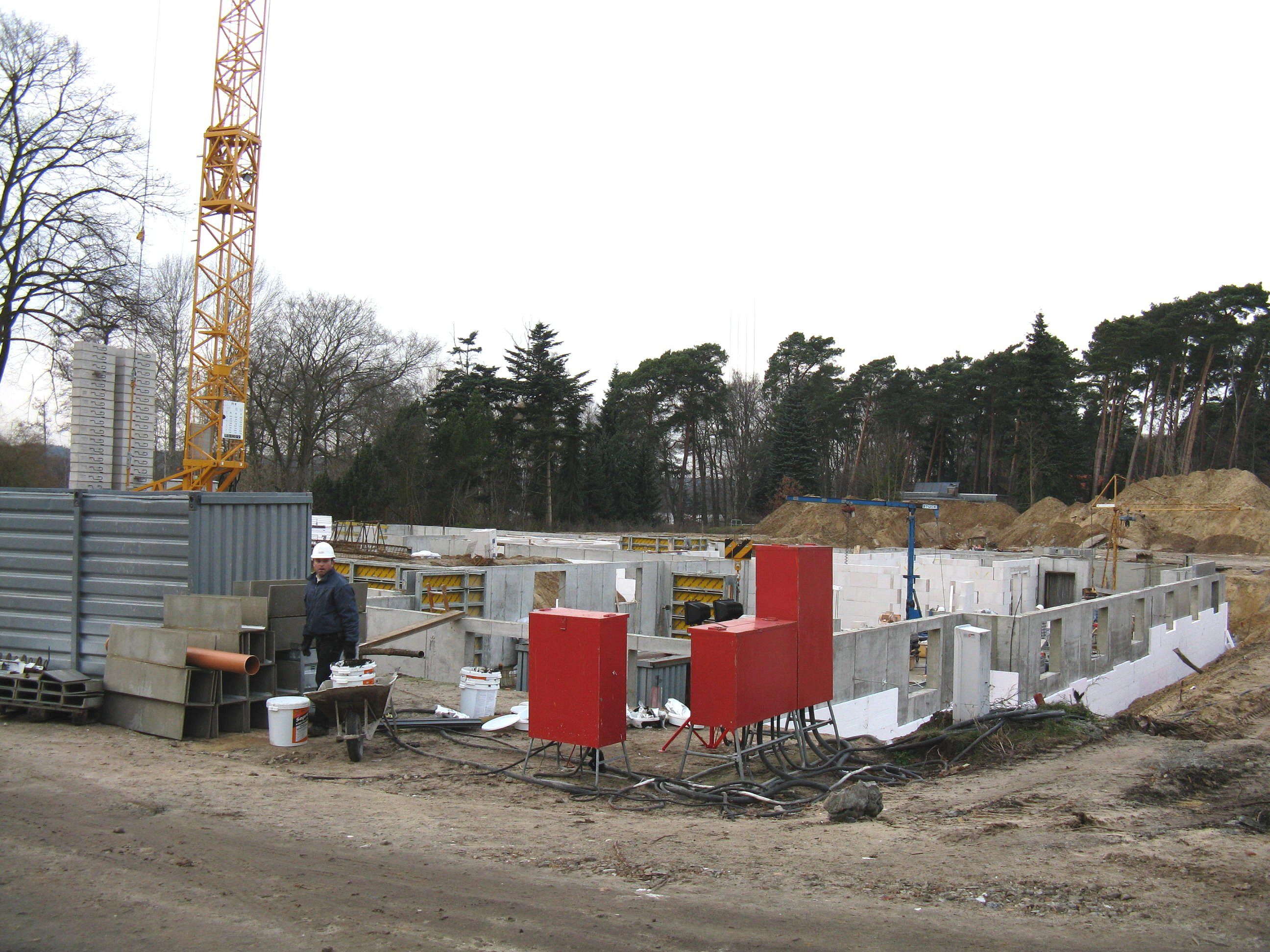
Baustelle Seniorenwohnheim im Dezember 2008
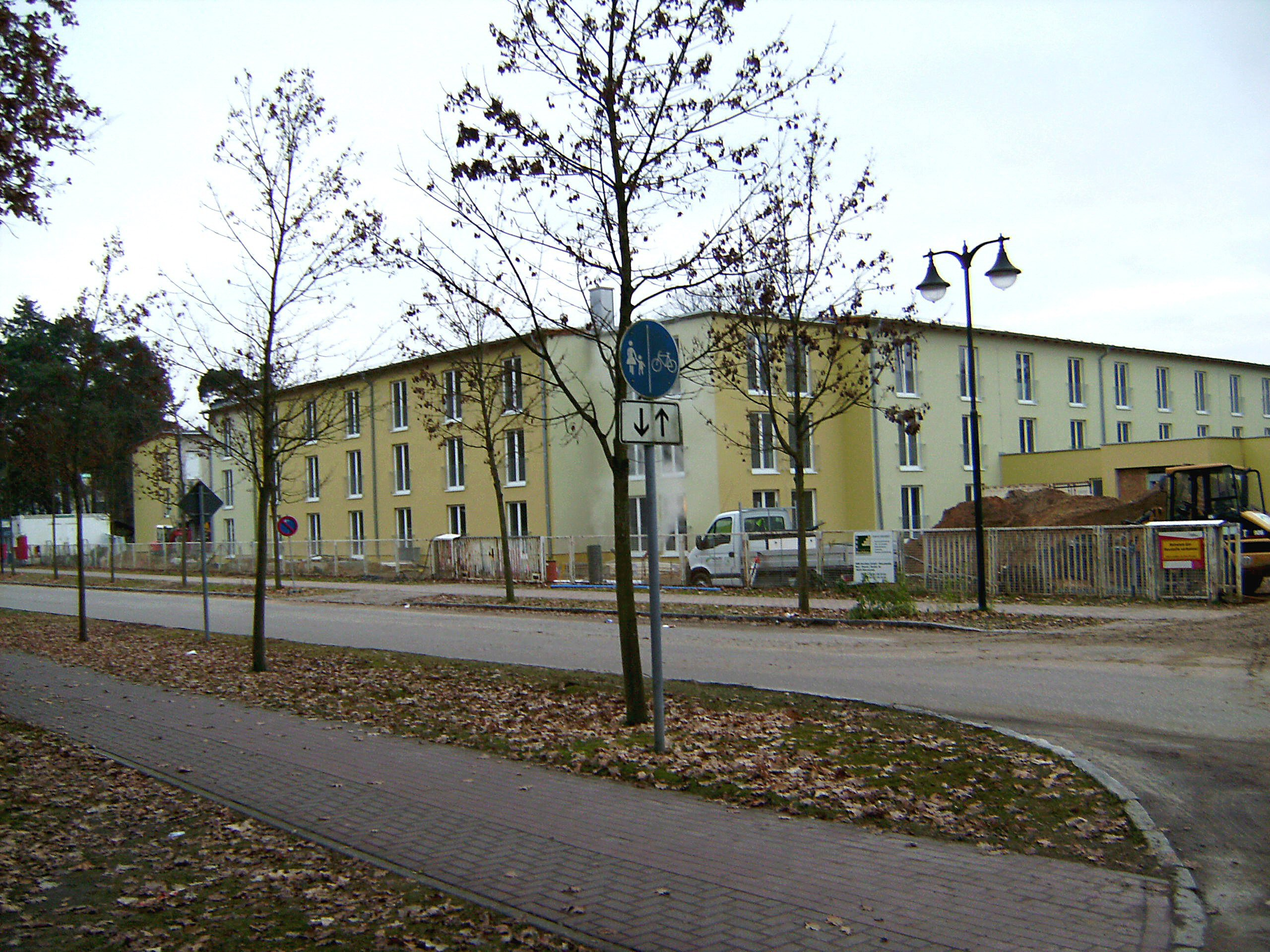
Baustelle Seniorenwohnheim im November 2009
Eingang in den Unterstand
Grundriss des Unterstandes